# Macroglossum tenimberi
Macroglossum tenimberi är en fjärilsart som beskrevs av Clark 1920. Macroglossum tenimberi ingår i släktet Macroglossum och familjen svärmare. Inga underarter finns listade i Catalogue of Life.